# Canal+ (Pologne)
 (février 2023).
Si vous disposez d'ouvrages ou d'articles de référence ou si vous connaissez des sites web de qualité traitant du thème abordé ici, merci de compléter l'article en donnant les références utiles à sa vérifiabilité et en les liant à la section « Notes et références ».
Canal+ était une chaîne de télévision généraliste à péage polonaise faisant partie du réseau de télévision français Canal+.

## Histoire
Le 22 novembre 1994, la Krajowa Rada Radiofonii i Telewizji
(Conseil national de la radiodiffusion) a accordé la licence Canal +.  
La programmation régulière de Canal+ débute le 21 mars 1995 dans les studios de Varsovie, inaugurés en janvier 1995, bien que les premiers programmes aient été diffusés depuis Paris via le satellite Eutelsat et Hot Bird le 2 décembre 1994. Dès son démarrage officiel, Canal+ a commencé à diffuser sur la télévision terrestre, à travers un réseau de 19 émetteurs analogiques (le réseau devait être étendu, mais aucun consentement n'a été accordé).  
Le 19 juin 2001, Canal + a mis fin à la diffusion terrestre, mais une fois la diffusion terminée, il était possible de savoir où et à quels distributeurs autorisés il était possible de commander la plate-forme satellite Cyfra+, afin de pouvoir la regarder. En dehors de certains programmes, l'image était codée (le système de codage mélangeait les lignes individuelles de l'image TV et le son était déformé), et pour décoder, il fallait un décodeur spécial avec une carte en forme de clé caractéristique. En 2009-2010, les réseaux câblés ont progressivement coupé le canal des offres de télévision par câble analogique, ce qui signifiait la fin totale de la diffusion analogique de cette station. 
Au début de son existence, la chaîne a reçu plusieurs amendes pour l'émission de publicités ou de films qui n'étaient pas conformes aux résolutions du Conseil national de la radiodiffusion. 
Canal +, à l'instar de la télévision publique à l'exception des émissions sportives, n'interrompt pas ses programmes avec des publicités, bien que les chaînes commerciales soient exemptées de l'obligation de ne pas interrompre les programmes avec des publicités. Jusqu'au 31 août 2009, le format de l'image était de 4:3 dans tous les graphiques.
En février 2013, la station a annoncé la suspension des investissements dans les films polonais et ses propres séries . En novembre 2013, les événements sportifs ont été déplacés vers Canal + Sport , Canal + Family et Canal + Family 2. À partir de ce moment, le temps horaire de la station était entièrement basé sur des films et des séries. 
Le 11 mai 2015, après avoir rafraîchi l'ensemble du bouquet Canal + et lancé deux nouvelles stations, le sport est revenu à l'antenne principale et la station est revenue à la coproduction du cinéma polonais.
Elle est renommée Canal+ Premium le 1er mai 2020.

### Identité visuelle (logo)
À sa création le 2 décembre 1994, le logo de Canal + Polska est bien évidemment l'ellipse. Mais à la différence de Canal + France (qui changea son logo le 28 août 1995), elle perdura jusqu'au 1er décembre 1996, date du remplacement par le logo à cartouche et l'habillage aux carrés.

## Diffusion
La diffusion de Canal+ Polska est diffusée sur le câble et le satellite en Pologne. La chaîne dispose d'une version HD depuis 2011. 
La chaîne est disponible sur la plate-forme de satellite numérique nc + et dans les réseaux câblés. À partir de mai 2004, il est également apparu dans les forfaits de télévision numérique par câble UPC, Cyfra Vectra, Aster et Inea. Les destinataires de la chaîne ont la possibilité de choisir la forme de la version en langue polonaise : avec audio description ou avec des sous-titres. 
|              | PAL                | SD                                   | HD                                               |
| ------------ | ------------------ | ------------------------------------ | ------------------------------------------------ |
| satellite    | Hot Bird           | Hot Bird                             | Hot Bird                                         |
| position     | 13E                | 13E                                  | 13E                                              |
| transpondeur | ?                  | 119                                  | 4                                                |
| fréquence    | 11516              | 10892.00 H 27500 3/4 DVB-S QPSK      | 11278.36 V 27500 3/4 DVB-S2 8PSK                 |
| codage       | Syster Nagravision | Conax & Mediaguard 3 & Nagravision 3 | Conax, Mediaguard 3, Nagravision 3, Viaccess 3.0 |